# Hôtel de ville de Milwaukee
L'Hôtel de ville de Milwaukee, en anglais : Milwaukee City Hall,  est le siège officiel du gouvernement de la ville de Milwaukee, dans le Wisconsin.
De style néo-Renaissance d'inspiration flamande, sa tour horloge fut à la date de son achèvement en 1895 la deuxième structure la plus haute du pays après le Washington Monument.
L'hôtel de ville de Milwaukee a été inscrit au Registre national des lieux historiques en 1973 et déclaré National Historic Landmark en 2005.
Ce fut le plus haut gratte-ciel du monde à son époque et le plus ancien gratte-ciel existant actuellement.

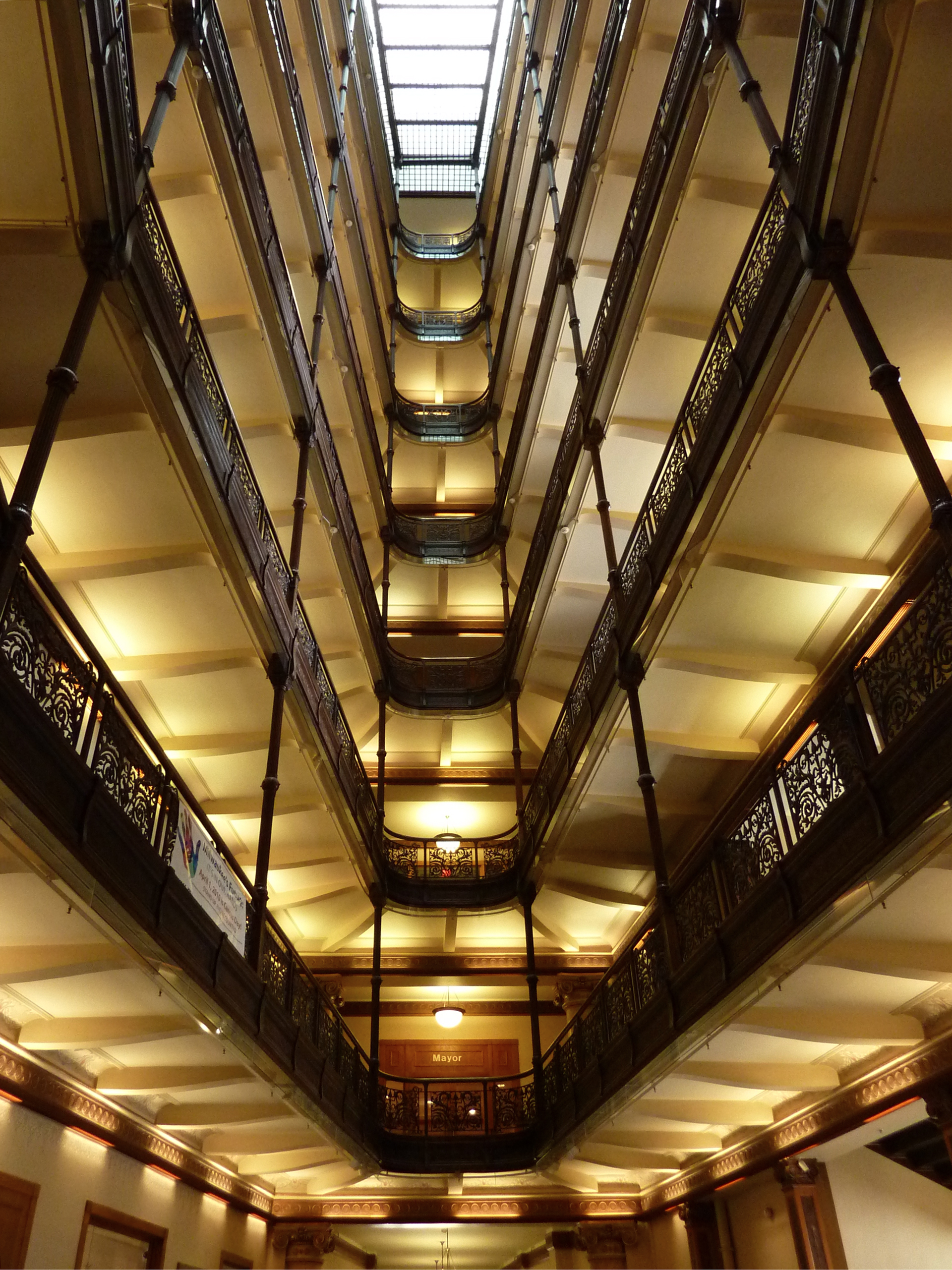
Intérieur du Milwaukee City Hall.

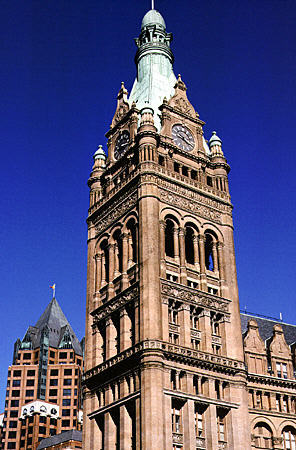
Tour horloge du Milwaukee City Hall.